# Веслувальний спорт
Веслувальний спорт — перегони на човнах, що приводяться в рух силою людських м'язів із використанням весел.
Загальна назва веслувальний спорт охоплює такі олімпійські види спорту як академічне веслування, веслування на байдарках і каное та веслувальний слалом, а також багато національних видів перегонів на нестандартизованих човнах, популярних у різних країнах світу.
Перегони проводяться на морі, річках та озерах. Екіпажі човнів можуть складатися із різної кількості веслувальників. Конструкція човнів та тип весел, які в них використовуються залежить від типу перегонів. Наприклад, в академічному веслуванні використовуються весла у кочетах, у веслуванні на байдарках — дволопатеві весла, які веслувальники тримають у руках, у веслуванні на каное — однолопатеві весла.